# Красна Зоря (Бахчисарайський район)
Кра́сна Зоря́ (до 1945 року — Чоткара́ та Ак-Шейх, крим. Çotqara, Aq Şeyh) — село в Україні, у Бахчисарайському районі Автономної Республіки Крим. Підпорядковане Тінистівській сільській раді. Населення — 349 осіб (2001).
В селі 4 вулиці, в 127 дворах, за даними сільради на 2009 рік, проживає 330 осіб, приписані до села землі займають площу 624 гектари, діє мусульманська культова будівля «Акшеїх»

## Географія
Село Красна Зоря розташоване на заході району, у долині річки Кача, у її нижній течії, на різних берегах, що обумовлено історичними причинами. З півночі над селом височіє Зовнішнє пасмо, з півдня — Каратау, з найближчою вершиною Керменчик (204 м), на якій з I ст. до н. е. до III ст. н. е. розташовувалося найбільше в південно-західному Криму пізньоскіфське городище Краснозірья., висота центру села над рівнем моря 76 м.
Відстань від села до Бахчисарая близько 12 кілометрів, там же найближча залізнична станція, Сімферополь знаходиться за 45 кілометрів. Від села до морського побрежье в районі Орлівки 15 кілометрів по шосе Т 2701. Сусідні села: Некрасовка і Фурмановка — обидва приблизно за 2 кілометри. Красна Зоря пов'язана автобусним сполученням з Бахчисараєм, Севастополем і Сімферополем

## Історія
Село Красна Зоря утворено в результаті злиття двох сіл: Малодворне (Чоткара) і Красна Зоря — Акшеїх, розташованих на протилежних берегах Качи (Акшеїх на правому, Чоткара — на лівому березі).

### Кримське ханство
За часів Кримського ханства в нижній частині долини Качи існував значний релігійний комплекс з центром у селі Ефендікой (Айвове), причому для цих місць був створений особливий кадилик — Качи Беш Пареси — невеликого розміру в порівнянні з іншими, і деякі землі могли належати священнослужителям. Зокрема, судячи з назви села Ак-Шейх (білий шейх), воно могло бути вотчиною високопоставленого клірика, глави релігійної громади (при цьому кримські татари в ханстві завжди були особисто вільні). Акшеїх вперше згадується в кадіаскерському (судовому) ділі 1719 десяти сусідніх джемаатів проти мурз Ахмеда і Ягьї про захоплення общинної землі. В останній період існування ханства село відносилося до  Качи Беш Пареси кадилика Бахчисарайського каймакамства, що записано в Камеральному описі Криму 1784 року.

### Російська імперія
Після анексії Криму Російською імперією (8) 19 квітня 1783 , (8) 19 лютого 1784, іменним указом Катерини II сенату, на території колишнього Кримського Ханства була утворена Таврійська область і село було приписане до Сімферопольського повіту . Після Павловських реформ, з 1796 по 1802 рік, входила в Акмечетський повіт Новоросійської губернії. За новим адміністративним поділом, після створення 8 (20) жовтня 1802 Таврійської губернії , Акшеїх був включений до складу Актачинської волості Сімферопольського повіту.
За Відомостями про всі селища у Сімферопольському повіті… від 9 жовтня 1805 року, в Акшеїсі в 26 дворах проживали 142 людини татар і ще 13 кримських циган. Навколишні землі, що залишилися безгоспними після еміграції власників в Османську імперію належали декому генерал-майору Гавро. На військово-топографічній карті генерал-майора Мухіна дворів у Акшеіхе був уже 30 дворів. Після реформи волосного поділу 1829 Акшеїх, віднесли до Дуванкойської волості (перетвореної з Чоргунської) . На карті 1842 в селі позначено 36 дворів.
Станом на 1886 у селі Чоткара Дуванкойської волості Сімферопольського повіту Таврійської губернії мешкало 144 особи, налічувалось 30 дворових господарств, існувала мечеть.

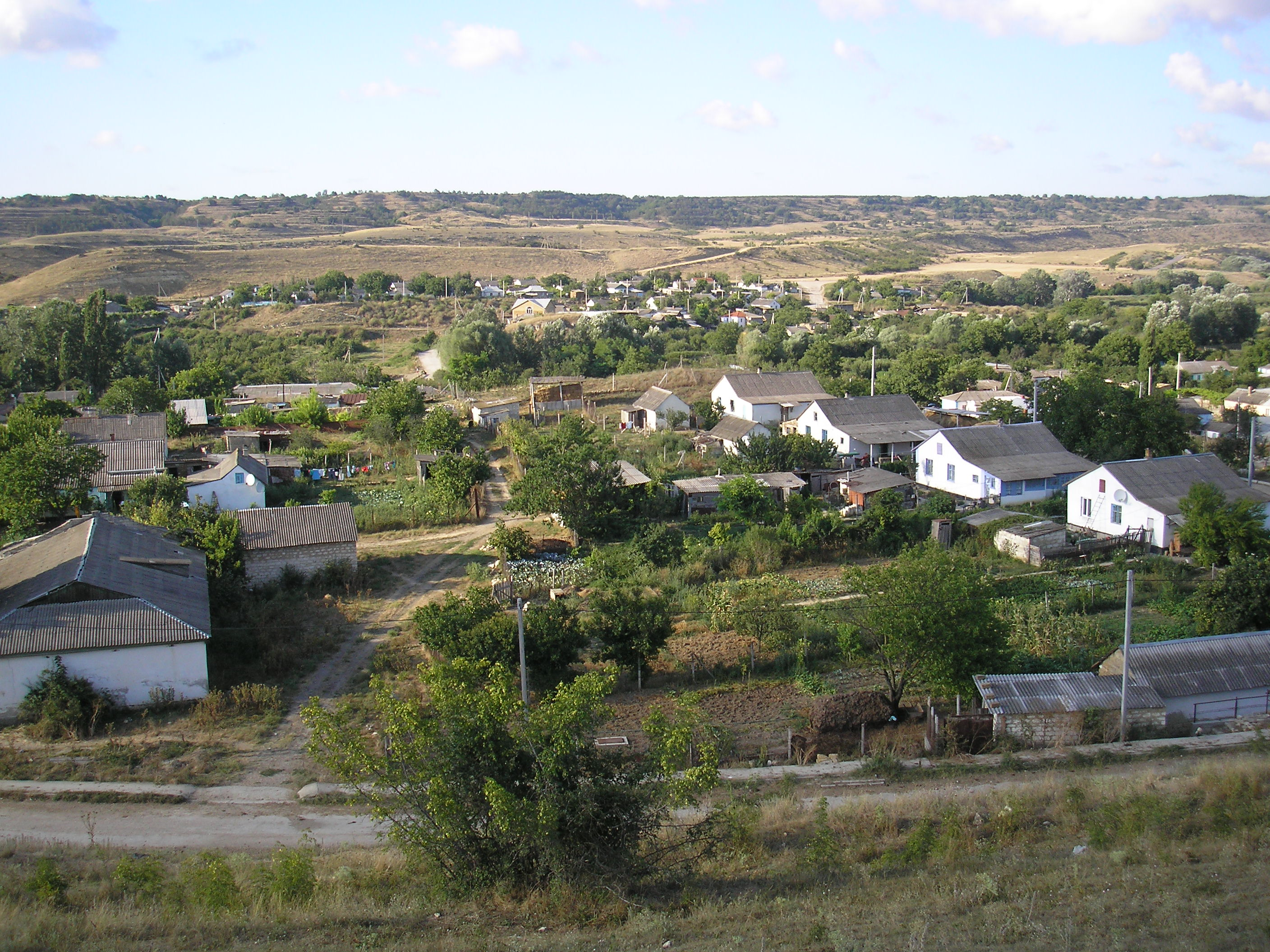
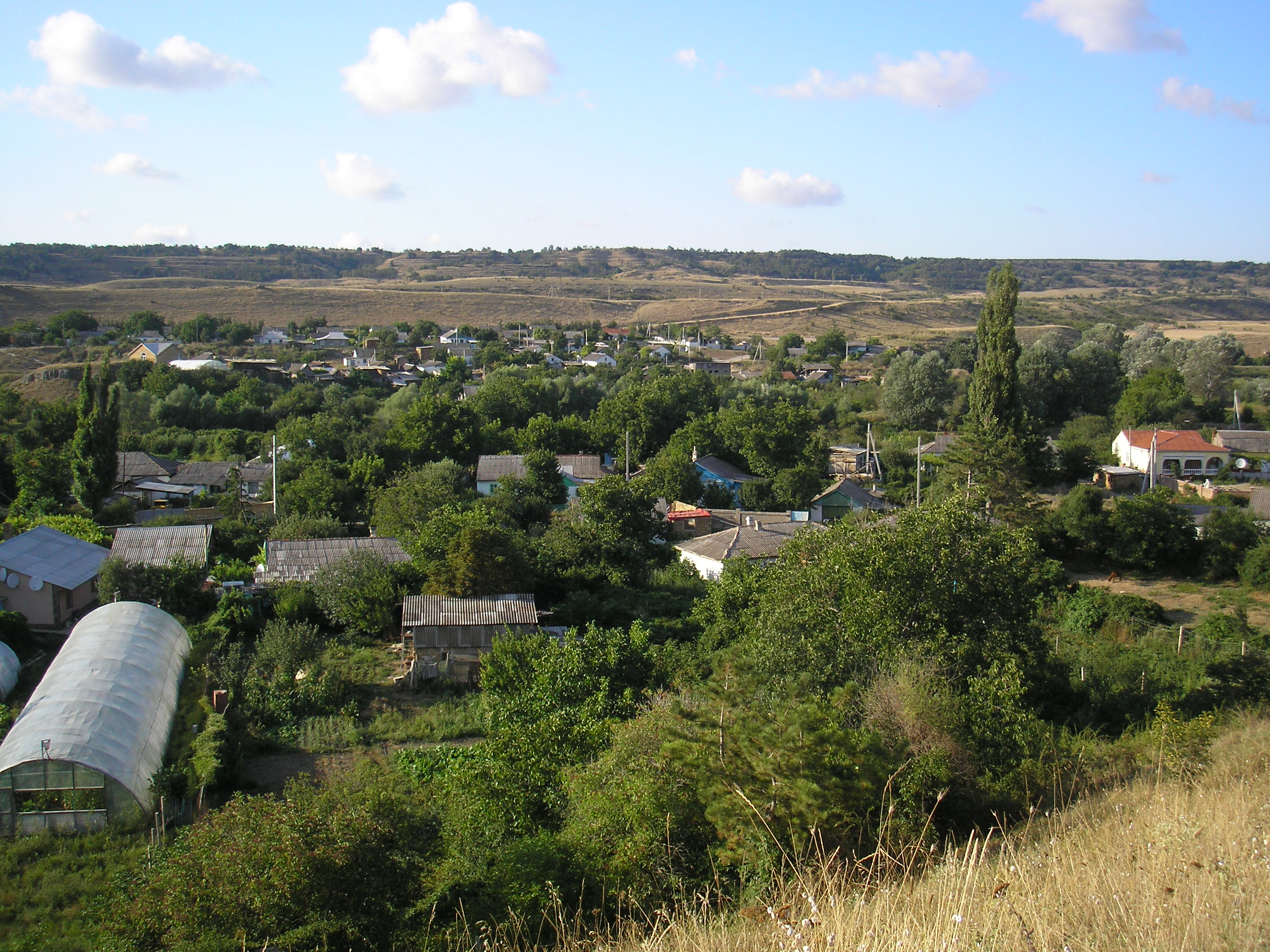
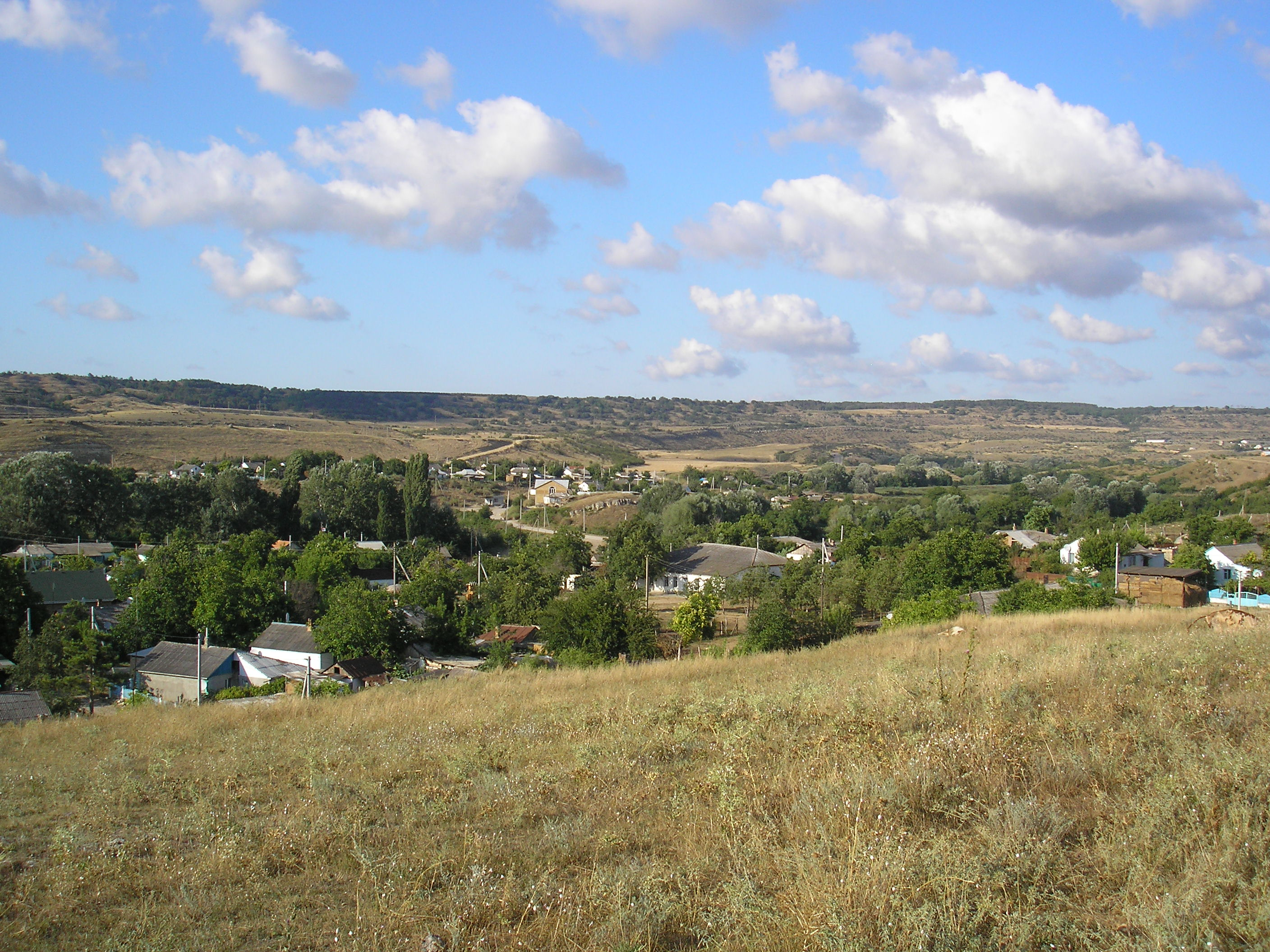
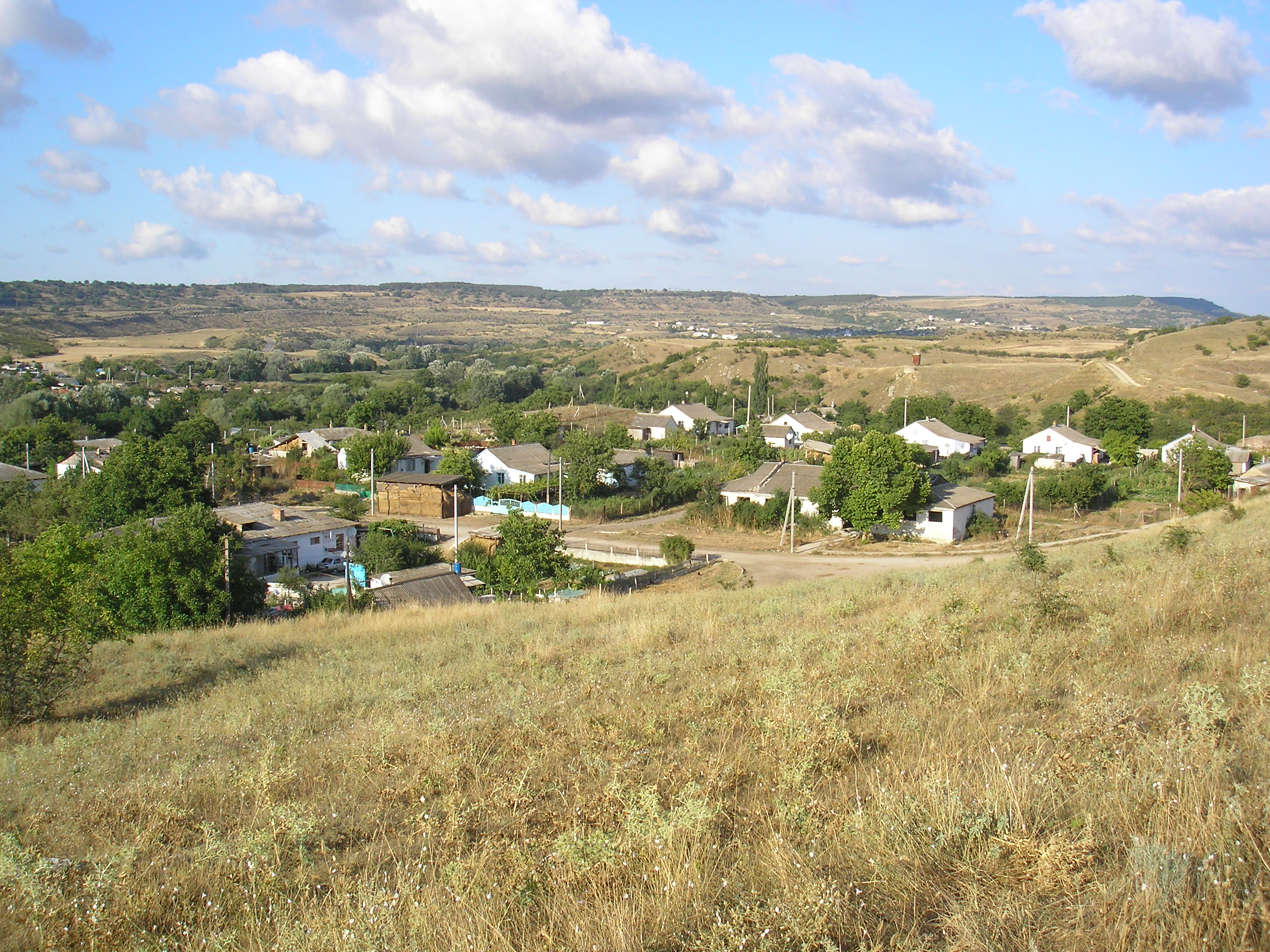
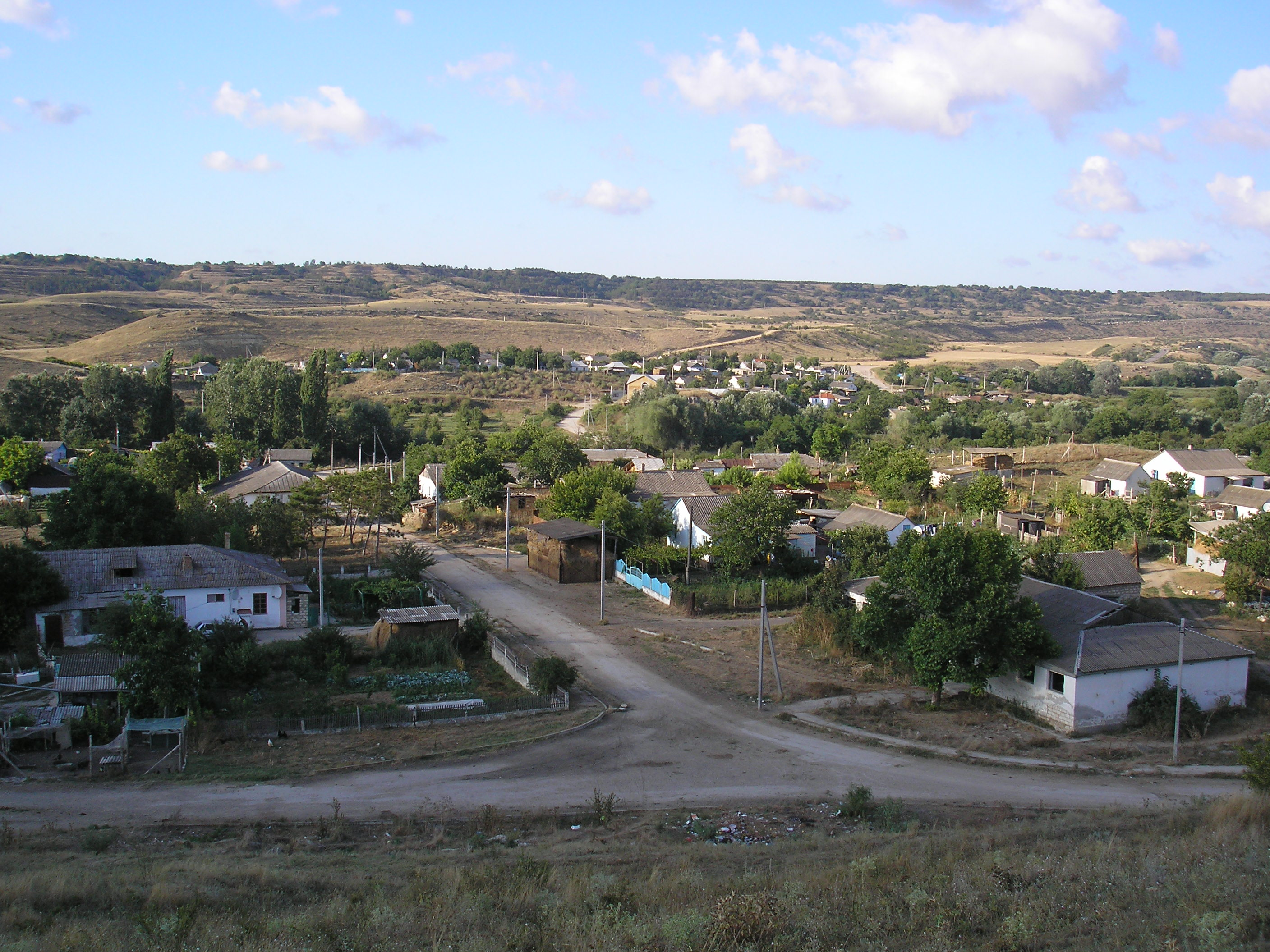

### Новий час
Після встановлення в Криму Радянської влади, за постановою Кримревкома від 8 січня 1921 року була скасована волосна система і село ввійшло до складу Бахчисарайського району Сімферопольського повіту, а в 1922 році повіти отримали назву округів. 11 жовтня 1923 року, згідно з постановою ВЦВК, в адміністративний поділ Кримської АРСР були внесені зміни, у результаті яких округи були скасовані і основний адміністративною одиницею став Бахчисарайський район і село включили до його складу. Згідно зі Списком населених пунктів Кримської АРСР за Всесоюзним переписим 17 грудня 1926 року, Акшеїх був центром однойменної сільради Бахчисарайського району, у яку входило ще село Чоткара .
У 1944 році, після визволення Криму від нацистів, згідно з Постановою ДКО № 5859 від 11 травня 1944, 18 травня кримські татари були депортовані в Середню Азію, а 12 серпня 1944 року було прийнято постанову № ГОКО-6372с «Про переселення колгоспників у райони Криму», за яким в район з Орловської і Брянської областей РРФСР пререселялися 6000 колгоспників. 21 серпня 1945, згідно з указом Президії Верховної ради РРФСР, Ак-Шєїх перейменований в Червону Зорю, а Ак-Шеіхскій сільрада — в Краснозорскій. З 25 червня 1946 року в складі Кримської області РРФСР, а 26 квітня 1954 Кримська область була передана зі складу РРФСР до складу УРСР . У повоєнний час в селах був колгосп Красна Зоря.
Пізніше, указом Президії Верховної Ради УРСР «Про укрупнення сільських районів Кримської області» від 30 грудня 1962 року , Малодворне було приєднано до Красної Зорі, а Краснозорську сільраду ліквідували, об'єднавши з Теністовською.
У 2023 році у проєкті Постанови Верховної Ради України «Про перейменування деяких населених пунктів Автономної Республіки Крим» село запропоновано перейменувати на Ак-Шейх.